# SPOT

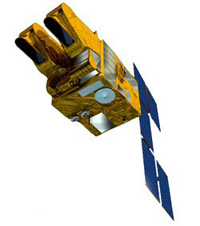
Spot-5 人工衛星

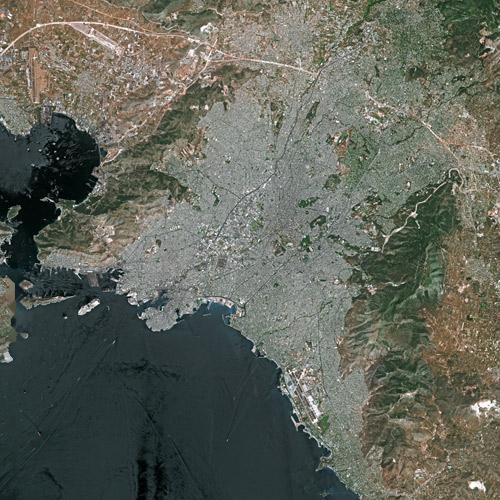
Spot-5によって2002年に撮影されたアテネ

SPOTはフランス、ベルギー、スウェーデンが共同開発した一連のリモートセンシング衛星の名称。SPOTはSatellite Pour l'Observation de la Terreの略で、直訳すると「地球観測衛星」となる。フランスのトゥールーズに本拠を置く、フランス国立宇宙研究センター(CNES)の外郭団体スポット・イマージュ(Spot Image)により運営されている。

## 概要
1978年にフランス国立宇宙研究センターが計画開始。ベルギー科学技術文化局とスウェーデン宇宙庁との共同によって計画実現を見た。
現在までに7機が打ち上げられている。
- SPOT 1 - 1986年2月22日に打ち上げ。マルチスペクトルモード（空間分解能20m），パンクロマチックモード（10m）で画像を取得。2001年に運用を終了した[2]。
- SPOT 2 - 1990年1月22日に打ち上げ。センサ仕様はSPOT1に同じ。2009年6月30日に運用を停止した[2]。
- SPOT 3 - 1993年9月26日に打ち上げ。センサ仕様はSPOT1に同じ。1996年11月14日に運用を停止した[2]。
- SPOT 4 - 1998年3月24日に打ち上げ。マルチスペクトルモード（20m）に短波長赤外域（SWIR）が追加される。さらに，広域観測のためのVEGETATION（1km）センサが搭載される。2013年6月24日に運用を停止した[3]。
- SPOT 5 - 2002年5月4日に打ち上げ。マルチスペクトルモード（10m），パンクロマチックモード（5m，2.5m）の空間分解能が向上（ただし，短波長赤外域（SWIR）の空間分解能は20mのまま）。SPOT4同様，VEGETATION（1km）を搭載。2015年12月11日に運用を停止した[4]。
- SPOT 6 - 2012年9月9日にインドのPSLVロケットで打ち上げ。
- SPOT 7 - 2014年6月30日にインドのPSLVロケットで打ち上げ。

撮影された画像は、防衛上の用途の他、ヨーロッパ共同体の農業政策策定の参考にしたり、5万分の1地図作製に用いられたり、地球環境・植生などの調査に利用されている。

## SPOTの軌道
SPOTの軌道は極軌道であり円軌道であり太陽同期軌道である。極点を通過する地球の周囲を周回する事によって26日毎に同じ地点の上空を通過する。軌道は高度832kmで軌道傾斜角は98.7°で1日あたり14 + 5/26周する。

## SPOT 1号・2号・3号
1986年以来SPOT衛星が周回しており1000万枚を超える画像が撮影された。SPOT1号はアリアン2ロケットで1986年2月22日に打ち上げられた。2日後1800 kgのSPOT1号は空間分解能10から20mの最初の画像を送信した。SPOT2号は1990年1月22日に、SPOT3号は1993年9月26日にそれぞれ軌道に加わった。
衛星は同時または個別に2つのモードで運用できる2台の同型のHRV(高解像度可視光)撮像装置を備える。2波長モードはパンクロマチックと複数の波長で撮像する。パンクロマチックモード帯域での解像度は10mで3波長帯域(緑、赤、近赤外)では解像度は20mである。それらの撮像範囲は3600 km2で緯度に応じて1日から4日の間隔で再び訪れる。
大気の影響により徐々に高度が低下して2003年にSPOT1号は軌道から外れた。SPOT2号は2009年7月半ばにIADC (国際スペースデブリ監視委員会)-の要請を受けた事によって2週間後、2009年7月29日に軌道を離脱した。SPOT3号は安定装置の問題により機能していない。

## SPOT4号
SPOT4号は1998年3月24日に打ち上げられSPOT1号～3号の主な機能を改善している。主な特徴としてHRVをより解像度の高い可視光と近赤外線の撮像装置に更新されている。さらに地質調査、植生調査、積雪調査の能力を提供することを目的として中赤外域(1.58-1.75μm)の観測帯域が追加された。

## SPOT5号
SPOT5号は2002年5月4日に打ち上げられ現在も運用中で顧客に改善されたデータと市場の要求に応じて変更された画像を提供する。
SPOT5号はSPOT4号のHRVIRよりも優れた2台の高解像幾何学(HRG)装置を備えると推測される。それらは高解像度でパンクロマティックモードで2.5から5mの解像度で多波長モードでは10mの解像度である。(近赤外域の1.58 - 1.75 µmの波長では20m)  SPOT5号も同様にHRS撮像装置をパンクロマティックモードで運用する。HRSは衛星の前方と後方を撮影する。その為、ほぼ同時に立体地図を作成する事が可能である。

## SPOT6号・7号
SPOT6とSPOT7号は広範囲の高解像度の地球の画像を得るように設計された衛星でEADS アストリアムは2009年にこの種のデータを求める政府の要請に応じて2023年までにこの衛星を製造する事を決めた。アストリアムの子会社であるSPOT Image社は衛星に単独で出資し、システム(衛星と地上設備)を所有する。
- 衛星のアーキテクチャーはプレアデスと似ており中心部に光学機器を備え、3軸のスター・トラッカー、光ファイバジャイロスコープと4台の姿勢変更用のコントロールドモーメントジャイロ(CMGs)を備える。
- SPOT6号とSPOT7号はプレアデス1号とプレアデス2号と同じ高度694 kmの軌道に位相をずらして投入される。
- 画像の解像度:
  - パンクロマティック: 1.5 m
  - カラー: 1.5 m
  - 複数波長: 8 m
- 波長帯域、パンクロマティックと多波長合成時:
  - パンクロマティック (450 – 745 nm)
  - 青 (450 – 525 nm)
  - 緑 (530 – 590 nm)
  - 赤 (625 – 695 nm)
  - 近赤外 (760 – 890 nm)
- 撮像範囲: 60 km x 60 km
- 衛星1機あたり1日に6回実行する予定
- 1日あたり300万km2の画像を取得
- 2012年9月9日にSPOT6号が打ち上げられた。7号は2014年6月30日に打ち上げられた [6]
- SPOT7号は、2014年12月にAzercosmos(アゼルバイジャンの国営衛星運用会社)に所有権が移転され、名前もAzerskyに変更された[7]。